# 龔
龔（きょう）は、漢姓のひとつ。『百家姓』の192番目。
2020年の中華人民共和国の第7回全国人口調査（国勢調査）に基づく姓氏統計によると中国で89番目に多い姓であり、282.36万人がいる。一方、台湾の2018年の統計では第90位で、25,383人がいる。

## 由来
『通志』は春秋時代の晋の大夫の龔堅という人物をあげ、『康熙字典』も同様であるが、この人物についてはよくわからない。前漢の勃海太守だった龔遂は、『蒙求』にも「龔遂勧農」として見える有名な人物である。前漢にはまた「両龔」と呼ばれた楚の龔勝・龔舎が知られる。
また、福建、広東、台湾一帯では洪、江、翁、方、龔、汪の6つの姓は共通の翁姓の先祖を持つと見なされる。

## 著名な人物
- 龔都 - 後漢末の黄巾党の武将。
- 龔自珍 - 清の思想家、詩人。
- 龔心湛 - 中華民国の政治家。
- 龔品梅 - カトリックの枢機卿。
- 龔如心 - チャイナチェムの会長。
- 龔智超 - バドミントン選手。
- 龔翔宇 - バレーボール選手。
- 龔煌城 - 台湾の言語学者。
- カレン・コン（龔柯允）- マレーシア出身の歌手。

### 架空の人物
- 龔景 -  『三国志演義』の登場人物。
- 龔旺 -  『水滸伝』の登場人物。